# (20691) 1999 VY72
1999 في واي 72 (ويعرف أيضًا باسم (20691) 1999 في واي 72 وفق تسمية الكوكب الصغير) (بالإنجليزية: 1999 VY72)‏ هو كويكب ضمن حزام الكويكبات؛ وترتيبه 20691 من حيث الاكتشاف.
اكتُشف هذا الجُرم الفلكي بواسطة روبرت إتش ماكنوت في 11 نوفمبر 1999.

## وصلات خارجية
- (20691) 1999 VY72 في قاعدة بيانات مختبر الدفع النفاث لأجرام النظام الشمسي الصغيرة

- الاكتشاف · مخطط المدار ·  العناصر المدارية · المعلمات المادية

- (20691) 1999 VY72 على موقع ويكي سكاي: DSS2, SDSS, GALEX, IRAS, Hydrogen α, X-Ray, Astrophoto, Sky Map, Articles and images